# Abel Posse
Abel Parentini Posse (Córdoba, 7 gennaio 1934 – Buenos Aires, 14 aprile 2023) è stato uno scrittore, diplomatico e giornalista argentino.

## Biografia e opere

### Formazione
Studiò diritto presso l'Università di Buenos Aires, dove si laureò nel 1958. Trasferitosi nel 1959 a Parigi, completò la propria formazione presso La Sorbona, dove si dedicherà agli studi di materie letterarie. Entrato nel 1965 in carriera diplomatica, dopo aver ricoperto incarichi di responsabilità a Mosca e Gerusalemme, venne nominato prima console generale a Venezia (1973), poi ambasciatore a Praga, Lima ed infine a Madrid .

### Attività letteraria e giornalistica
Esordì nel 1968 con il romanzo Los bogavantes, che ottenne lusinghieri riconoscimenti da parte della critica (4º posto al Premio Planeta) e del pubblico. Seguiranno: Daimán, grande affresco storico dell'America ispanica e I cani del paradiso, con cui vinse il Premio Rómulo Gallegos, fra i più prestigiosi riconoscimenti letterari in America Latina. Della sua produzione più recente si segnalano Los Cuadernos de Praga, tradotti e pubblicati anche in Italia sotto il nome di Diari di Praga e incentrati sulla figura del Che Guevara. Di un certo rilievo fu anche la sua attività di giornalista. Fin dagli anni settanta fu infatti collaboratore del quotidiano spagnolo El País e del giornale argentino La Nación.

## Opere

### Narrativa
- Los bogavantes, Buenos Aires, Editorial Brújula, 1967; Barcelona, Planeta, 1975; Barcelona, Argos Vergara, 1982; Buenos Aires, Atlántida, 1992
- La boca del tigre, Buenos Aires, Emecé, 1971
- Daimón, Barcelona, Editorial Argos, 1978; Barcelona, Plaza & Janés, 1989
- Momento de morir, Buenos Aires, Emecé, 1979
- Los perros del paraíso, Barcelona, Argos Vergara, 1983; Barcelona, Plaza y Janés Editores, 1987; Barcelona, De Bolsillo-Random House Mondadori, 2003.
- Los demonios ocultos, Buenos Aires, Emecé, 1987; Barcelona, Plaza & Janés, 1988
- La reina del Plata. Buenos Aires, Emecé, 1988; Barcelona, Plaza & Janés, 1990
- El viajero de Agartha Buenos Aires, Emecé, 1989; Barcelona, Plaza & Janés; con il titolo: Il viaggiatore di Agartha, Milano, Sonzogno, 1997[3]
- El largo atardecer del caminante, Buenos Aires, Emecé, 1992; Barcelona, Plaza & Janés, 1992; Barcelona, De Bolsillo-Random House Mondadori, 2003
- La pasión según Eva, Buenos Aires, Emecé, 1994; Barcelona, Planeta, 1995; Barcelona, De Bolsillo-Random House Mondadori, 2003; con il titolo: La passione di Eva, Milano, Sonzogno, 1996, riedito nel 2012 dalla Vallecchi con prefazione di Claudio Ongaro Haelterman, Franco Cardini ed Ilaria Magnani (traduttrice).
- Los cuadernos de Praga, Buenos Aires, Editorial Atlántida, 1998; con il titolo: Diari di Praga, Nuoro, Ed. Ilisso, 2005[3]

### Saggistica
- Biblioteca esencial, Buenos Aires, Emecé, 1991.
- Argentina: el gran viraje, Buenos Aires, Emecé, 2000
- De la enfermedad colectiva al renacimiento Buenos Aires, Emecé, 2003